# Malajsie
Malajsie je stát v jihovýchodní Asii, který je rozdělen Jihočínským mořem na dva geografické celky: Malajský poloostrov a Východní Malajsii na ostrově Borneo. Poloostrovní Malajsie má pozemní a námořní hranici s Thajskem a námořní hranici se Singapurem, Vietnamem a Indonésií. Východní Malajsie má pozemní hranici s Brunejí a Indonésií a námořní hranici s Filipínami a Vietnamem. Oba celky mají podobnou krajinu, pobřežní roviny zvedají do kopců a vysokých hor, většinu země pokrývá tropický deštný les. Panuje zde tropické rovníkové podnebí, horké a vlhké po celý rok. Malajsie skládá se ze 13 států a tří federálních území, na ploše 331 000 km² žije 35 milionů obyvatel. Hlavním a největším městem je Kuala Lumpur, Putradžája je sídlem federální výkonné a soudní moci, mezi další velká města patří Kajang, Seberang Perai, Subang Jaya a Klang.  Malajsie je etnicky a jazykově rozmanitá země, hlavní skupiny obyvatel tvoří Malajci (57 %), Číňané (23 %), Indové (7 %), úředním jazykem je malajština, druhým aktivním jazykem je angličtina Dále se zde vyskytuje 111 živých domorodých jazyků. Oficiálním náboženstvím je islám, který vyznávají necelé dvě třetiny obyvatel, 19 % obyvatel se hlásí k buddhismu, 9 % ke křesťanství a 6 % k hinduismu.
Země má svůj původ v malajských královstvích, která od 18. století podléhala Britskému impériu spolu s britským protektorátem Průlivové osady. Během druhé světové války bylo Britské Malajsko spolu s dalšími blízkými britskými a americkými koloniemi okupováno Japonským císařstvím. Po třech letech okupace byl Malajský poloostrov v roce 1946 krátce sjednocen jako Malajský svaz, a to až do roku 1948, kdy byl restrukturalizován jako Malajská federace. Země získala nezávislost v srpnu 1957. V září 1963 se nezávislé Malajsko spojilo s tehdejšími britskými korunními koloniemi Severní Borneo, Sarawak a Singapur a vznikla Malajsie. V srpnu 1965 byl Singapur z federace vyloučen a stal se samostatnou, nezávislou zemí.
Malajsie je federativní konstituční volenou monarchií, hlavou státu je král, který je každých pět let vybírán z devíti dědičných sultánů malajských států; zákonodárnou moc má dvoukomorový federální parlament. Země je rozvíjejícím se trhem, rozvojovou a nově industrializovanou zemí. Hospodářství je 35. největší podle nominálního hrubého domácího produktu a je tradičně poháněno přírodními zdroji, ale rozšiřuje se i do oblasti obchodu, cestovního ruchu a zdravotní turistiky. V indexu lidského rozvoje zaujímá 67. místo. Malajsie patří mezi 17 zemí s největší biodiverzitou na světě; je domovem mnoha endemických druhů. Země je zakládajícím členem Organizace islámské spolupráce, Východoasijského summitu a Sdružení národů jihovýchodní Asie a je členem Hnutí nezúčastněných zemí, Commonwealthu a Asijsko-pacifického hospodářského společenství.

## Název
Název Malajsie vznikl spojením slova „malaio“ a řecko-latinské přípony „-σία/-sia“, což lze přeložit jako „země Malajců“. Malajské slovo melayu lze odvodit z tamilských slov malai a ur, která znamenají ‚hora‘, respektive „město, země“. Slovo Malayadvipa používali staroindičtí obchodníci pro označení Malajského poloostrova.  Kromě těchto hypotéz se slovo melayu (nebo mlayu) mohlo ve staré malajštině/javánštině používat pro označení „rychlosti nebo stálého běhu“. Tento výraz vznikl pro označení silného proudu řeky Melayu na Sumatře. Název později pravděpodobně převzalo království Melayu, které existovalo v 7. století na Sumatře.

## Dějiny

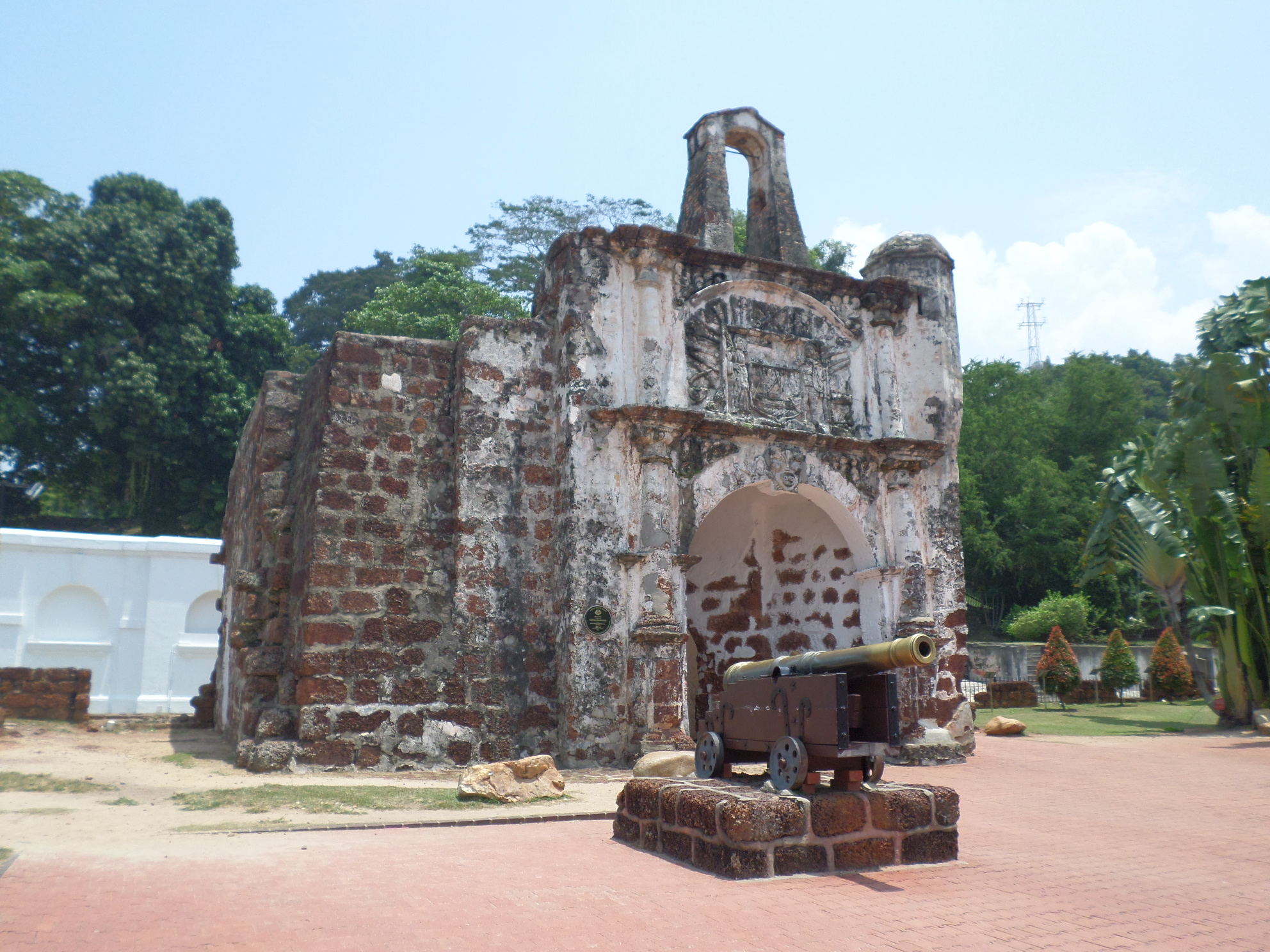
Portugalská pevnost A Famosa z 16. století

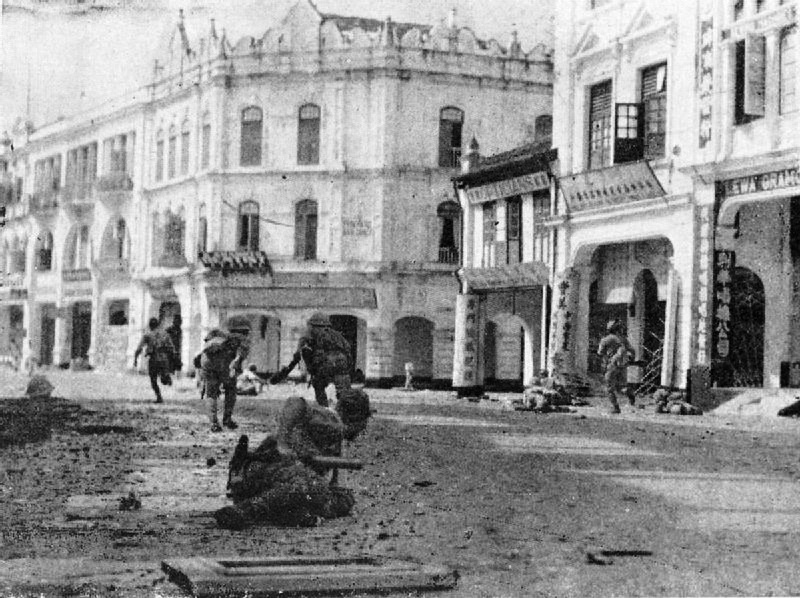
Japonci dobývají Kuala Lumpur roku 1942

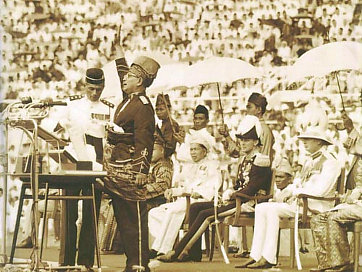
Tunku Abdul Rahman vyhlašuje roku 1957 nezávislost

Známky osídlení člověkem moderního typu pocházejí z období před 40 000 lety, nejstaršími obyvateli byli Negritové. Další osadníci a obchodníci přicházeli z Indočíny, Indie a z jižní Číny a postupně vytvořili do konce 1. století prosperující obchodní společnost, která však nevytvořila větší centralizovaný stát. Byla rovněž pod silným vlivem Číny i Indie. Díky indickému vlivu místní obyvatelé přijali buddhismus a hinduismus. Největší rozmach těchto náboženství lze zaznamenat mezi 7.–13. stoletím, díky námořní velmoci (thalasokracii) Šrívidžaja, která měla hlavní sídlo v Palembangu na Sumatře (dnes součást Indonésie) a Malajsie se ocitla pod jejím silným vlivem. Islám se začal šířit ve 14. století. V jeho šíření sehrál klíčovou úlohu Malacký sultanát, který roku 1402 založil sultán Paramešvára, jenž byl původně uprchlým posledním králem království Singapura, které neodolalo tlaku Ajutthajského království a říše Madžapahit. Malacký sultanát je prvním významným státem, který měl sídlo na území dnešní Malajsie. Hlavním městem se stala Malakka. Paramešvára učinil z Malakky centrum obchodu, především s kořením, čínským porcelánem a hedvábím. Zpočátku byl islám jen náboženstvím vládnoucí elity, později však panovníci začali vyžadovat i konverze obyvatelstva. Nárůst konvertitů je patrný zvláště ve druhé polovině 15. století. Islámskou zemí je Malajsie dodnes. Kolem roku 1500 moc a sláva Malackého státu kulminovaly, tehdy ovládl veškerý námořní obchod v oblasti.

Roku 1511 však byla Malaka dobyta Portugalci, čímž byla zahájena éra evropského kolonialismu v jihovýchodní Asii. Roku 1641 dobyli Malakku Nizozemci, kteří v zemi zůstali téměř 200 let. S Nizozemci ovšem obchod s kořením začal upadat. Roku 1795 dočasně získali Malakku Britové. Vrátili ji sice Nizozemcům v roce 1818, ale rok poté dobyli přístav Singapur. Roku 1824 Britové znovu získali i Malakku a roku 1826 sjednotili Penang, Malakku a Singapur v tzv. Průlivové osady. Od 70. let 19. století začali postupně ovládat i vnitrozemí Malajského poloostrova kvůli kontrole obchodu s cínem, čímž postupně vytvořili tzv. Britské Malajsko sestávající z Průlivových osad, Federovaných a Nefederovaných států. Na severu Bornea založil anglický dobrodruh James Brooke roku 1841 dynastii bílých rádžů ze Sarawaku, jež vládla oblasti 100 let. Britové Malajsii proměnili i etnicky – na práci v dolech dováželi především Číňany a na práci na kaučukovníkových plantážích Indy, především Tamily, čímž změnili demografickou mapu země. Číňané se později chopili obchodu ve velkých městech a stali se obchodní elitou. Po odchodu Britů se ukázalo, že malajsko-čínský etnický konflikt je velmi vážný a není dořešen dodnes. Za druhé světové války byla po bitvě o Malajsko celá země okupována Japonci. Na okupovaném malajském území se Japonci snažili využít protibritských nálad a cíleně pěstovali malajský nacionalismus. Stejně tak proti sobě stavěli Malajce a Číňany.
Po válce začal malajský boj za nezávislost a sjednocení. Na poloostrově vznikla Malajská komunistická strana, která pod záštitou komunistické Číny bojovala s Brity. Hlásili se do ní zejména etničtí Číňané. V reakci na nástup komunistů na poloostrově vznikla antikomunistická koalice, která komunisty porazila a ve volbách v roce 1955 získala většinu. Roku 1957 si pak vymohla nezávislost na Británii. Prvním premiérem byl zvolen Tunku Abdul Rahman, na svém postu vydržel až do roku 1970. Nový stát byl vyhlášen 16. září 1963, když byly připojeny i ostrovní státy Sarawak a Sabah na Borneu a dočasně také Singapur, čímž se Malajsko stalo Malajsií. Singapur, obývaný především Číňany, byl ovšem roku 1965 z malajsijské federace vyloučen a stal se nezávislým státem. I nadále byly však národnostní poměry v Malajsii složité, Malajci tvořili 50 procent obyvatel, Číňané 40 procent. Napětí vygradovalo roku 1969. Číňané se stali obětí lidových pogromů. Vláda na jedné straně tvrdě proti pogromům zakročila, na straně druhé se jim do budoucna rozhodla zabránit dalšími protičínskými opatřeními a také utužením režimu, oslabením demokracie a suspendací některých občanských svobod. Ty nebyly již nikdy plně obnoveny.

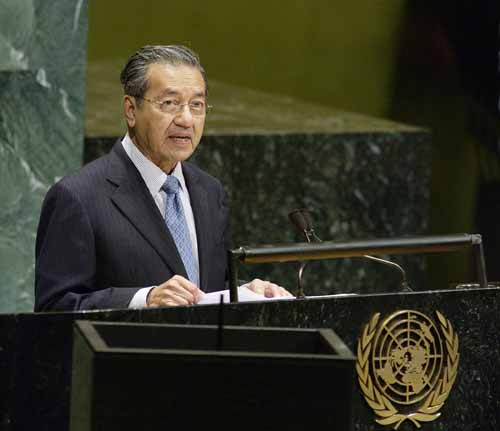
Mahathir Mohamad, otec ekonomického zázraku

Roku 1973 vznikla Národní fronta (Barisan Nasional), koalice pravicových stran, která ovládala malajsijský politický systém čtyřicet let. Symbolem této etapy byl především premiér Mahathir Mohamad, zastávající svůj úřad 22 let (1981–2003). Je mu připisován velký hospodářský rozvoj, Malajsie se za jeho vlády změnila z agrární země v asijského ekonomického tygra. Roku 2007 čelila Barisan Nasional prvním masovým protestům žádajícím demokratizaci země. V roce 2009 se Najib Razak stal premiérem Malajsie. Nicméně byl zapleten do několika kontroverzních událostí a obvinění z korupce během svého úřadování. Po svém odchodu z úřadu byl stíhán a souzen kvůli obviněním z finančního podvodu a korupce. Roku 2018 se k moci vrátil Mahathir Mohamad, byť v čele nově ustavené koalice Pakatan Harapan.

## Státní symboly

### Vlajka
Malajsijská vlajka je tvořena listem o poměru stran 1:2 se čtrnácti vodorovnými pruhy, sedmi červenými a sedmi bílými. V modrém kantonu je žlutý půlměsíc a žlutá hvězda se čtrnácti cípy.

### Znak
Malajsijský státní znak je tvořen mnohonásobně děleným štítem, symbolizující spolkové státy a federální území tvořící Malajsii, a který podpírají dva tygři. Nad štítem je zlatý půlměsíc s cípy směřující vzhůru, mezi nimiž je zlatá hvězda se čtrnácti paprsky. Pod štítem je zlatá, dvakrát přeložená stuha s mottem BERSEKUTU BERTAMBAH MUTU (česky V jednotě je síla).

## Geografie
Malajsie leží v jihovýchodní Asii, mezi 100° a 120° východní délky a 7° severní šířky a rovníkem. Stát tvoří dva hlavní geografické celky – Malajský poloostrov, kde žije 80 % obyvatelstva, a ostrov Borneo, o nějž se Malajsie dělí s Indonésií. Na něm se nacházejí dva členské státy malajsijské federace: Sabah a Sarawak. Mezi nimi leží malý, ale nezávislý stát Brunej. Malajský poloostrov odděluje na jihu od ostrovního státu Singapur jen úzký průliv, na západě od indonéského ostrova Sumatra Malacký průliv. Sarawak se táhne podél Jihočínského moře, Sabah je omýván Suluským a Celebeským mořem.
Rozloha Malajsie je 330 803 kilometrů čtverečních, z toho poloostrovní část zaujímá 132 490 km čtverečních a ostrovní část 198 447 km čtverečních. Je 66. největší zemí světa.
Malajsie je velmi hornatá. Hlavní horské pásmo Korbu se táhne od thajských hranic na severu až k Melace na jihu. Na východě země se tyčí pohoří Tahan. Na jihu převládají nížiny, zejména kolem řeky Pahang. Povrch Bornea, zvláště jeho severní části, je také značně hornatý. Nachází se zde i nejvyšší hora Malajsie, Kinabalu (4 101 m n. m.). Kinabalu se nachází v Národním parku Kinabalu, který je zapsán na seznam světového přírodního dědictví UNESCO. V Sarawaku se nachází největší jeskynní systém na světě Mulu, a to v Národním parku Gunung Mulu, který je rovněž na seznamu světového dědictví.
Podnebí je rovníkové s vysokými teplotami a vysokou vlhkostí po celý rok. Monzuny (v dubnu až říjnu v jihozápadní části země, v říjnu až únoru v severovýchodní) přinášejí každý rok hojné srážky, průměrně 250 cm za rok. Horské oblasti jsou pokryty tropickým pralesem.
Mezi nejvzácnější živočichy patří orangutan, tygr či nosorožec. Země má jednu z nejvyšších úrovní biodiverzity na světě, s velkým počtem endemitů. Odhaduje se, že v Malajsii žije 20% všech světových druhů zvířat. Mnoho endemitů se nachází v lesích hor na Borneu. V Malajsii žije asi 210 druhů savců, 620 druhů ptáků, 250 druhů plazů, z toho 150 druhů hadů, nebo například 150 druhů žab. Plné života jsou také korálová moře u pobřeží, vodstvo kolem ostrova Sipadan je druhově nejpestřejší vodní oblastí na planetě. Některé malajsijské lesy jsou staré 130 milionů let. Pokrývají asi dvě třetiny Malajsie. Lesy východní Malajsie dávají prostor mnoha rostlinným druhům raflézií, největších květin na světě, s maximálním průměrem květu 1 metr.

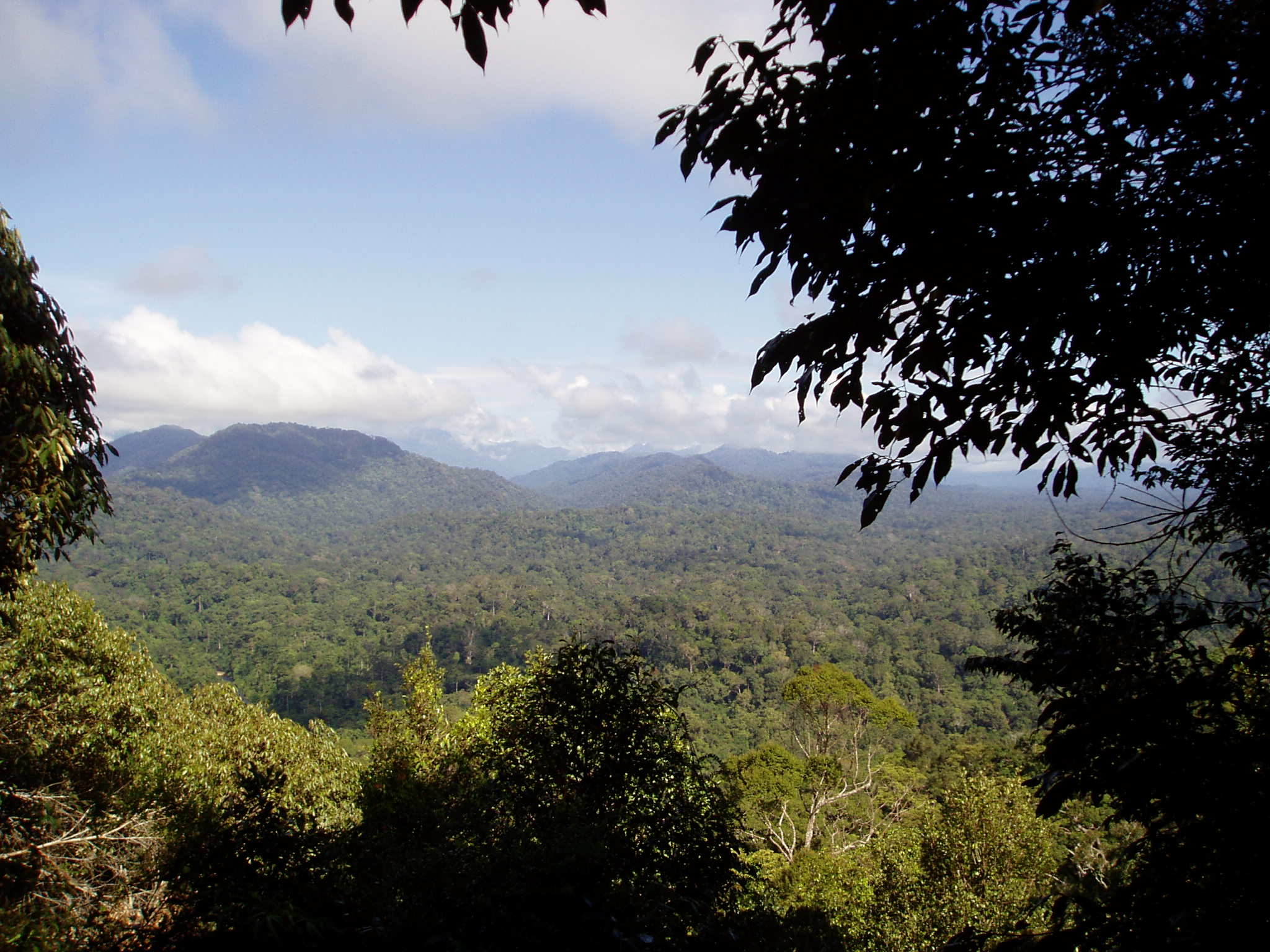
Národní park, Pahang
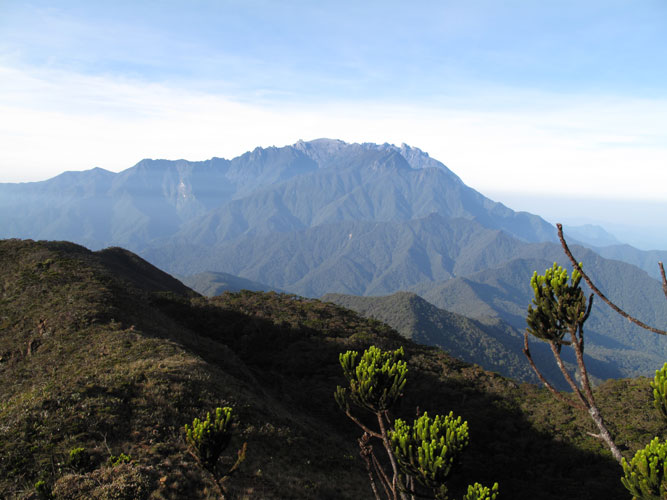
Hora Kinabalu
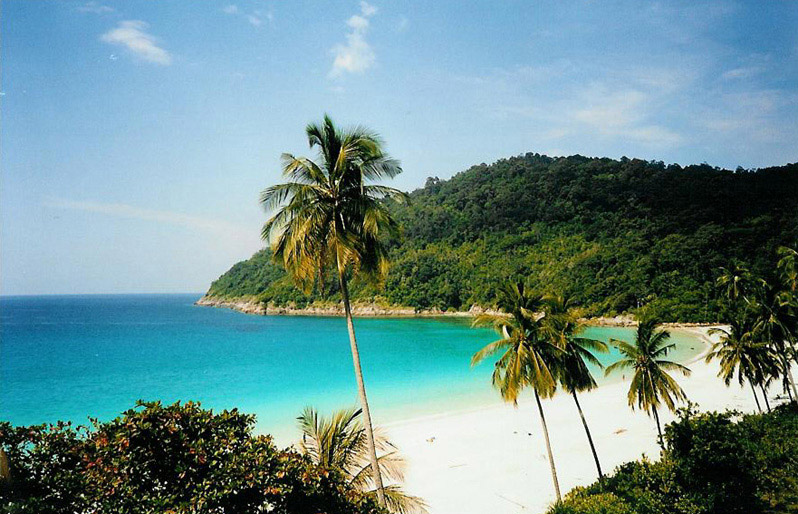
Pláž na ostrově Redang, Jihočínské moře

## Vláda a politika

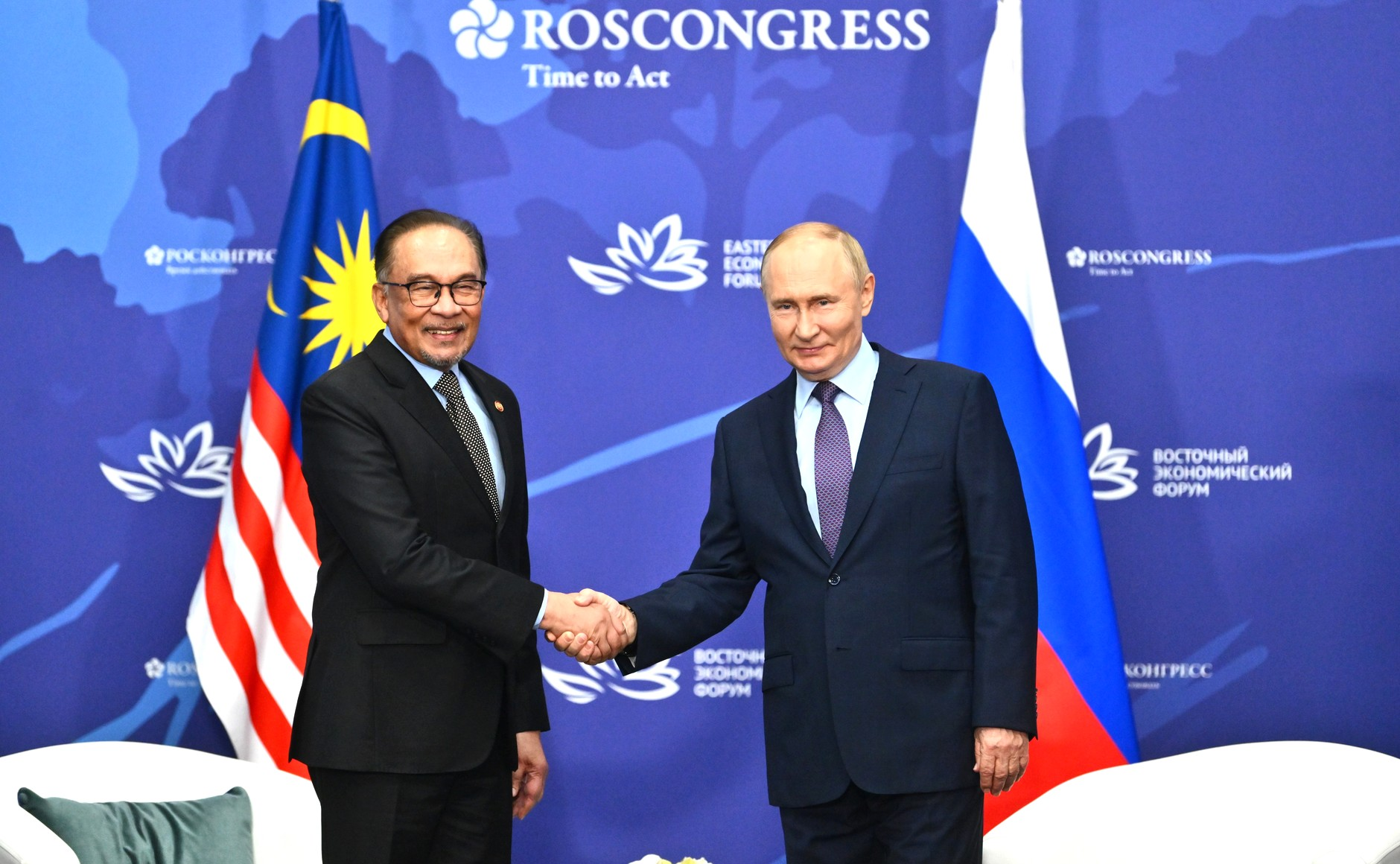
Malajsijský premiér Anwar Ibrahim a ruský prezident Vladimir Putin v září 2024

Malajsie je federativní konstituční monarchií sestávající ze třinácti států (z nichž devět jsou dědičné monarchie) a tří teritorií pod správou federace. Je to jediná federace v jihovýchodní Asii. Hlavou federace je král, který je volen na pětileté období. Malajsie má státní zřízení velice blízké britskému westminsterskému parlamentárnímu systému, které bylo běžné v Britském impériu, ze kterého se Malajsie před několika desetiletími emancipovala.

### Legislativa
Federální parlament má horní a dolní komoru. Federální dolní komora je Dewan Rakyat (Sněmovna reprezentantů) se 222 poslanci volenými na pětileté období. Horní komora, Dewan Negara (senát), má 70 senátorů s tříletým funkčním obdobím. 26 z nich reprezentuje 13 států federace, král jmenuje na návrh premiéra zbylých 44 včetně čtyř zástupců federálních teritorií.
V parlamentu se uplatňuje pluralitní demokracie, ale od vyhlášení samostatnosti je ovládán třináctičlennou koalicí známou jako Barisan Nasional. Ta měla v únoru 2017 v dolní komoře 137 křesel z 222 a v horní komoře 54 ze 70.
Parlamenty jednotlivých států jsou jednokomorové a volby se ve většině států pořádají společně s volbami do federálního parlamentu.

### Malajsijský král
Malajsijská hlava státu je titulována Yang di-Pertuan Agong (doslova „Ten kdo byl ustanoven pánem“, Jawi: يڠ دڤرتوان اݢوڠ), v hovorové řeči Agong (král). V prosinci 2016 byl ustanoven králem Muhammad V., sultán členského státu Kelantan. 6. ledna 2019 však bylo oznámeno, že 49letý Muhammad V. abdikoval kvůli rodinnému skandálu a vrátil se do svého sultanátu. Důvodem byl rozvod s jeho druhou manželkou, ruskou královnou krásy Oksanou Vojevodinou, protože jeho první manželka, původem Češka Sultanah Nur Diana Petra, nedala ke svatbě souhlas.
Malajsie je konstituční monarchií, ve které má král značně omezené pravomoci, má převážně ceremoniální funkci. Jmenuje premiéra, na jeho návrh schvaluje rozpuštění parlamentu, jmenuje soudce Nejvyššího soudu, jmenuje velvyslance a přijímá pověřovací listiny cizích velvyslanců, uděluje státní vyznamenání a milosti.
Krále sice doživotní monarchové členských státu ze svého středu de jure volí, ale de fakto je uplatňován rotační princip mezi členskými monarchiemi federace. Funkční období je pětileté.
| Číslo | jméno                          | stát            | období vlády                          | narozen            | zemřel             |
| ----- | ------------------------------ | --------------- | ------------------------------------- | ------------------ | ------------------ |
| 1     | Tuanku Abdul Rahman            | Negeri Sembilan | 31. srpna1957 – 1. dubna 1960         | 24. srpna 1895     | 1. dubna 1960      |
| 2     | Sultán Hisamuddin Alam Shah    | Selangor        | 14. dubna 1960 – 1. září 1960         | 13. května 1898    | 1. září 1960       |
| 3     | Tuanku Syed Putra              | Perlis          | 21. září 1960 – 20. září 1965         | 25. listopadu 1920 | 16. dubna 2000     |
| 4     | Sultán Ismail Nasiruddin Shah  | Terengganu      | 21. září 1965 – 20. září 1970         | 24. ledna 1907     | 20. září 1979      |
| 5     | Tuanku Abdul Halim Kedažský    | Kedah           | 21. září 1970 – 20. září 1975         | 28. listopadu 1927 | 11. září 2017      |
| 6     | Sultán Yahya Petra             | Kelantan        | 21. září 1975 – 29. března 1979       | 10. prosince 1917  | 29. března 1979    |
| 7     | Sultán Ahmad Shah Pahangský    | Pahang          | 29. března 1979 – 25. dubna 1984      | 24. října 1930     | 22. května 2019    |
| 8     | Sultán Iskandar Johorský       | Johor           | 26. dubna 1984 – 25. dubna 1989       | 8. dubna 1932      | 22. ledna 2010     |
| 9     | Sultán Azlan Muhibbuddin Shah  | Perak           | 26. dubna 1989 – 25. dubna 1994       | 19. dubna 1928     | 28. května 2014    |
| 10    | Tuanku Jaafar                  | Negeri Sembilan | 26. dubna 1994 – 25. dubna 1999       | 19. července 1922  | 27. prosince 2008  |
| 11    | Sultán Salahuddin Abdul Aziz   | Selangor        | 26. dubna 1999 – 21. listopadu 2001   | 8. března 1926     | 21. listopadu 2001 |
| 12    | Tuanku Syed Sirajuddin         | Perlis          | 13. prosince 2001 – 12. prosince 2006 | 17. května 1943    |                    |
| 13    | Sultán Mizan Zainal Abidin     | Terengganu      | 13. prosince 2006 – 13. prosince 2011 | 22. ledna 1962     |                    |
| 14    | Sultán Abdul Halim Kedažský    | Kedah           | 13. prosince 2011 – 12. prosince 2016 | 28. listopadu 1927 | 11. září 2017      |
| 15    | Sultán Muhammad V. Kelantanský | Kelantan        | 13. prosince 2016 – 6. ledna 2019     | 6. října 1969      |                    |
| 16    | Sultán Abdullah Pahangský      | Pahang          | 31. ledna 2019 – 31. ledna 2024       | 30. července 1959  |                    |
| 17    | Sultán Ibrahim Johorský        | Johor           | od 31. ledna 2024                     | 22. listopadu 1958 |                    |

### Administrativní uspořádání

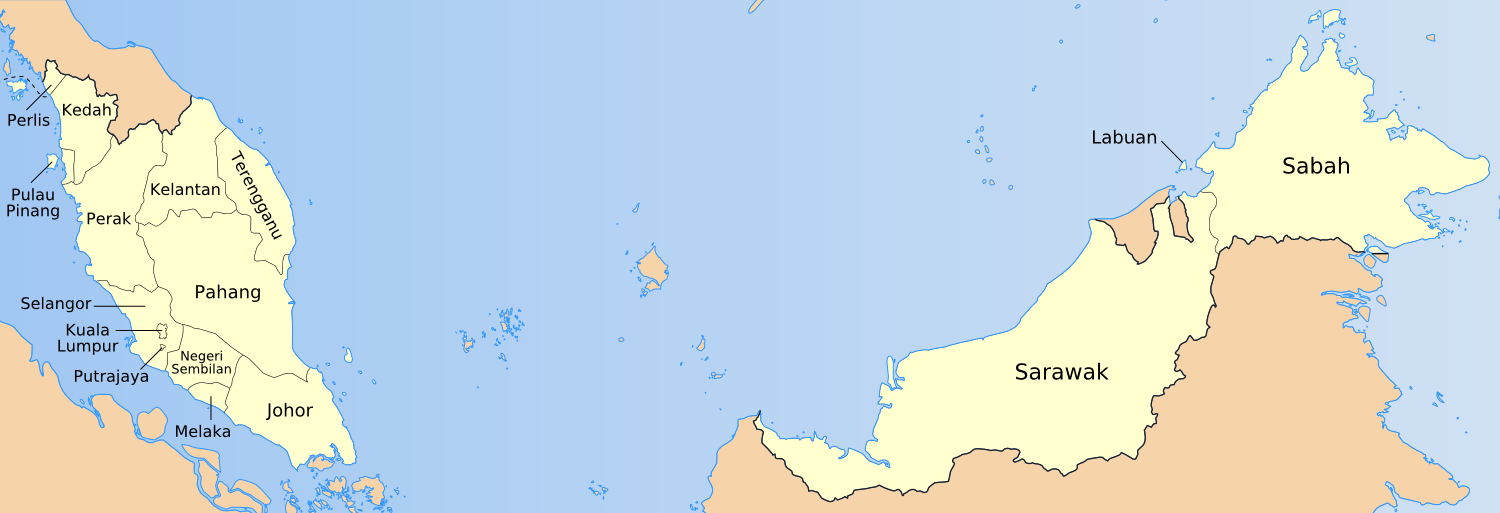
Mapa malajsijských spolkových států a teritorii

Malajsie se člení na 13 spolkových států a 3 spolková teritoria. Státy jsou následující:
- Johor
- Kedah
- Kelantan
- Malakka
- Negeri Sembilan
- Pahang
- Perak
- Perlis
- Penang (též Pinang)
- Sabah
- Sarawak (česky též Saravak)
- Selangor
- Terengganu

Devět z nich jsou monarchie (vládce Perlisu má titul rádža, vládce Negeri Sembilanu titul „Yang Di-Pertuan Besar“, ostatní jsou sultanáty); Sabah, Sarawak, Melaka a Penang jsou republikami.
Spolková teritoria jsou následující:
- Kuala Lumpur
- Labuan
- Putrajaya (čti Putradžaja)

### Lidská práva
Malajsie si uchovává trest smrti. Velmi často se užívá u trestných činů spojených s drogami. 73 % poprav s drogovou kriminalitou souvisí, až polovina popravených jsou přitom cizinci.
Podle neziskové organizace Privacy International mají obyvatelé Malajsie světově nejnižší tzv. index soukromí (ukazatel reflektující dodržování osobních práv, zejména práva na soukromí).

## Ekonomika

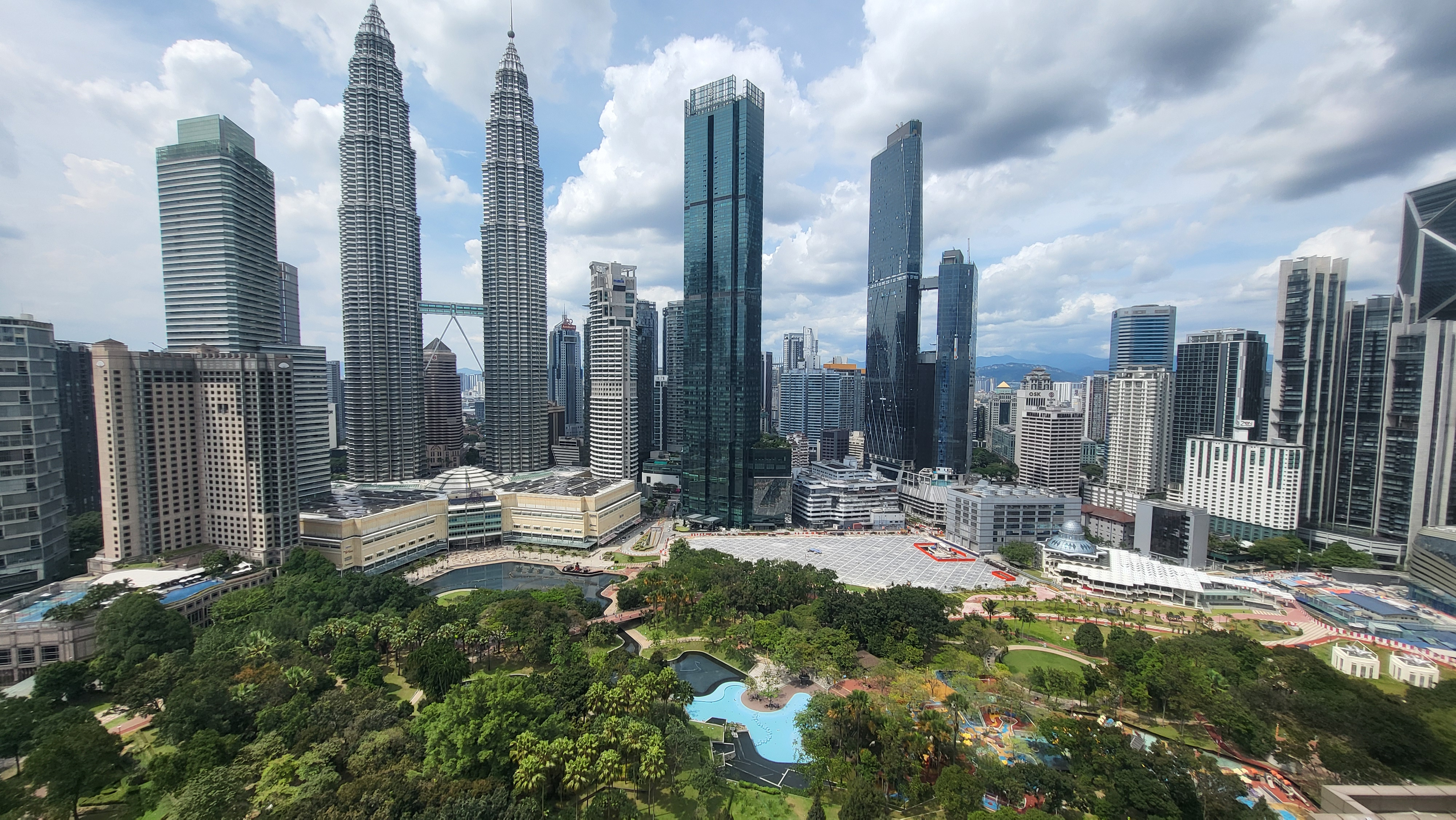
Cenrum Kuala Lumpur s Petronas Towers v roce 2025

Od poloviny 20. století prožívá Malajsie rozkvět, který ji umožnil se změnit ze země třetího světa závislé na vývozu kaučuku a cínu v převážně průmyslovou zemi. Země držela jeden z ekonomických rekordů, když v době ekonomického růstu v letech 1957 až 2005 dokázala udržovat přibližně 6,5% růst HDP. V 21. století (po asijské finanční krizi v roce 1997) se tempo růstu snížilo, přesto zůstává vysoké ve srovnání s vyspělými státy světa, například v roce 2014 činil růst malajsijské ekonomiky 6 %. Podle Mezinárodního měnového fondu byla v roce 2020 malajská ekonomika 29. největší na světě (HDP v paritě kupní síly), což ji staví na úroveň Argentiny či Nizozemska. V přepočtu na hlavu má HDP v paritě kupní síly 51. nejvyšší na světě, tedy se pohybuje zhruba na úrovni Ruska, Chorvatska či Kazachstánu. Podle prognózy banky HSBC by malajská ekonomika měla v roce 2050 patřit zhruba ke dvacítce největších na světě.
Mezi hlavní hospodářské produkty země patří rýže, palmový olej, kaučuk, dřevo, kakao, pepř, ananas a ryby. Důležitá je těžba ropy, zemního plynu, cínové, železné a měděné rudy.
Mezi hlavní průmyslová odvětví země patří zemědělství, těžba ropy, hornictví, potravinářský průmysl, výroba pneumatik a cementu, elektronika, chemický a textilní průmysl.

## Obyvatelstvo

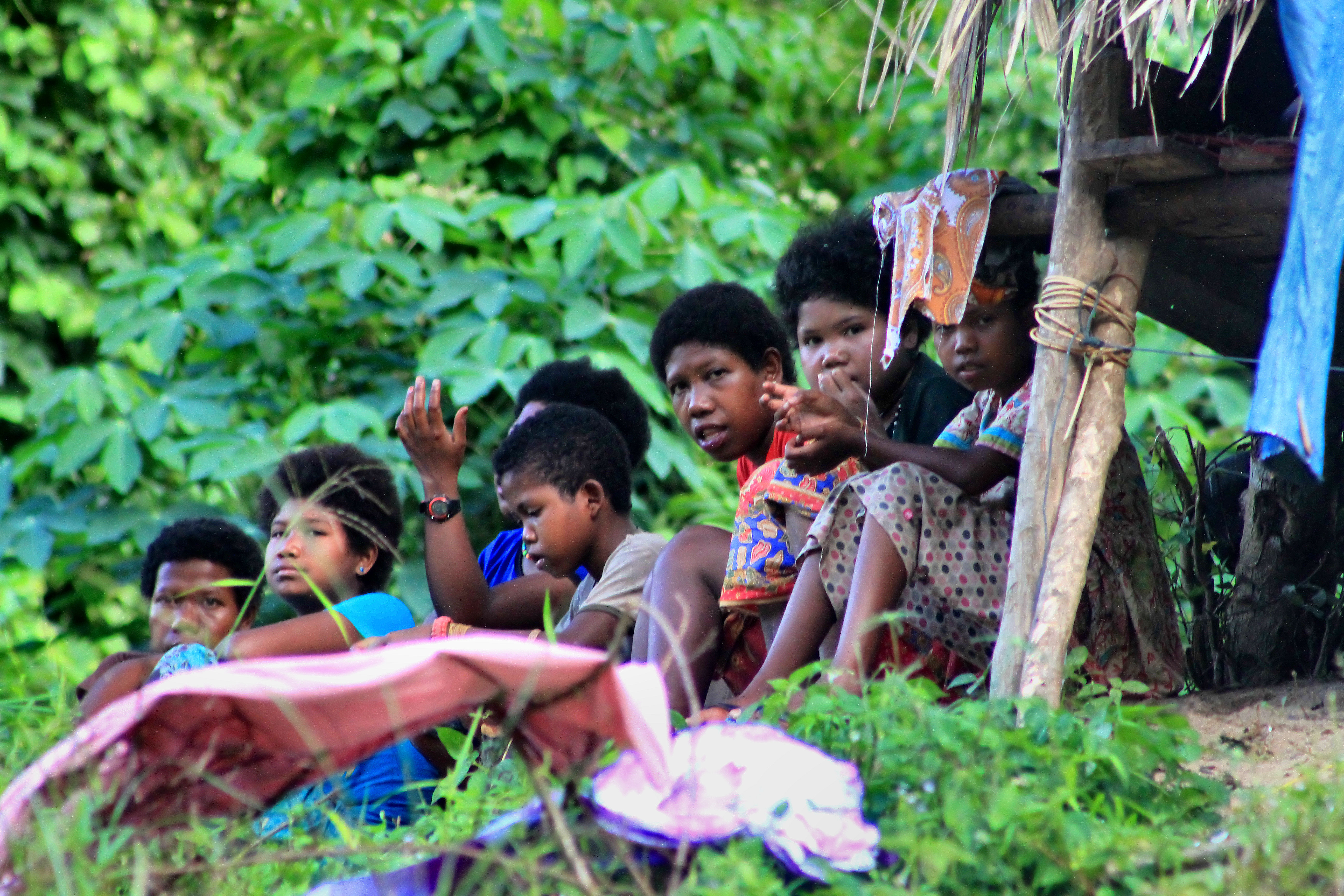
Negritská rodina v Malajsii

Podle odhadů měla Malajsie v roce 2024 celkem 34 058 800 obyvatel, což z ní činí 43. nejlidnatější zemi. Podle sčítání provedeného Malajským statistickým úřadem žilo v Malajsii v roce 2020 celkem 32 447 385 osob (včetně těch bez občanství). Podle odhadu z roku 2012 se počet obyvatel zvyšuje o 1,5 % ročně. Průměrná hustota zalidnění v Malajsii činí 101 osob na km2, což ji řadí na 116. místo na světě v hustotě zalidnění. Lidé ve věkové skupině 15-64 let tvoří 69,4 % celkové populace, věková skupina 0-14 let odpovídá 22,5 %, senioři ve věku 65 let a více tvoří 8,1 %. V roce 1960, kdy bylo v Malajsii zaznamenáno první oficiální sčítání lidu, žilo v zemi 8,11 milionu obyvatel. Celkem 92 % obyvatelstva tvoří malajsijští občané.
Malajsijští občané jsou rozděleni podle místních etnických hranic, přičemž 70 procent je považováno za bumiputery; největší skupinu bumiputerů tvoří Malajci (57 % ze všech obyvatel Malajsie), kteří jsou v ústavě definováni jako muslimové vyznávající malajské zvyky a kulturu. Ti hrají dominantní politickou roli. Status bumiputerů je přiznán také nemalajským domorodým skupinám v Sabahu a Sarawaku: Dajákům (Iban, Bidayuh, Orang Ulu), Kadazan-Dusun, Melanau, Bajau a dalším. Nemalajští bumiputeři tvoří více než polovinu obyvatel Sarawaku a více než dvě třetiny obyvatel Sabahu. Domorodé nebo původní skupiny žijí v mnohem menším počtu také na malajském poloostrově, kde se souhrnně nazývají Orang Asli. Zákony o tom, kdo získá status bumiputera, se v jednotlivých státech liší.
Existují také dvě další místní etnické skupiny, které nejsou bumiputery. Celkem 22,8 % obyvatelstva tvoří malajští Číňané a 6,8 % malajští Indové. Místní Číňané mají historicky dominantnější postavení v obchodní komunitě. Místní Indové jsou většinou tamilského původu. Malajské občanství není automaticky udělováno těm, kteří se narodili v Malajsii, ale je udělováno dítěti narozenému dvěma malajským rodičům mimo Malajsii. Dvojí občanství není povoleno. Občanství ve státech Sabah a Sarawak na malajském Borneu se pro imigrační účely liší od občanství na Malajském poloostrově. Každému občanovi je ve věku 12 let vydán biometrický průkaz totožnosti s čipem známý jako MyKad, který musí nosit neustále u sebe.
Obyvatelstvo je soustředěno na Malajském poloostrově, kde žije přes 70 % obyvatelstva.Celkem 79 % obyvatelstva tvoří městské obyvatelstvo. Vzhledem k nárůstu průmyslu náročného na pracovní sílu se odhaduje, že v zemi žije více než 3 miliony migrujících pracovníků, což je přibližně 10 % obyvatelstva. Nevládní organizace sídlící v Sabahu odhadují, že ze 3 milionů obyvatel Sabahu je 2 miliony nelegálních přistěhovalců. V Malajsii žije přibližně 171 500 uprchlíků a žadatelů o azyl. Z této populace je přibližně 79 000 osob z Barmy, 72 400 osob z Filipín a 17 700 osob z Indonésie.

### Náboženství
Hlavním náboženstvím je islám, který vyznávají přibližně 61,3 % obyvatel, 19,8 % praktikuje buddhismus, 9,2 % křesťanství, 6,3 % hinduismus, 1,3 % praktikují některé z čínských náboženství (konfucianismus, taoismus). 0,7 % nevyznává žádné náboženství. Zbývající 1,4 % vyznávají jiná náboženství včetně sikhismu, animismu a lidových náboženství nebo tito lidé neposkytli údaje.
Vedle muslimských svátků jako Mawlid (narozeniny proroka Muhammada) jsou státními svátky i křesťanské Vánoce, čínský nový rok i hindský Diwali.
V rámci islámu je dominantní šáfi'ovský směr sunnitského islámu, zatímco 18 % muslimů je bez denominace.
Muslimové podléhají soudům práva šaría ve věcech týkajících se jejich náboženství, které jsou omezené na záležitosti jako manželství, rozvod, dědictví, nábožsenská konverze, odpadlictví a opatrovnictví mezi muslimy. Ostatní kauzy jsou vyhrazené civilnímu soudnictví. Strukturou se muslimské soudnictví podobá federálnímu civilnímu soudnictví, ale zůstává na úrovni jednotlivých států federace a také právo šaría se v jednotlivých státech poněkud liší. Od soudců se očekává následování šáfi'ovské právní školy. Tresty, které mohou tyto soudy uložit, jsou omezené na tři roky vězení, pokutu do 5000 MYR a šest ran holí. Nicméně islamistická strana PAS (14 ze 222 křesel ve Sněmovně lidu federálního parlamentu) se snaží prosadit trest smrti pro muslimy, kteří se snaží konvertovat.

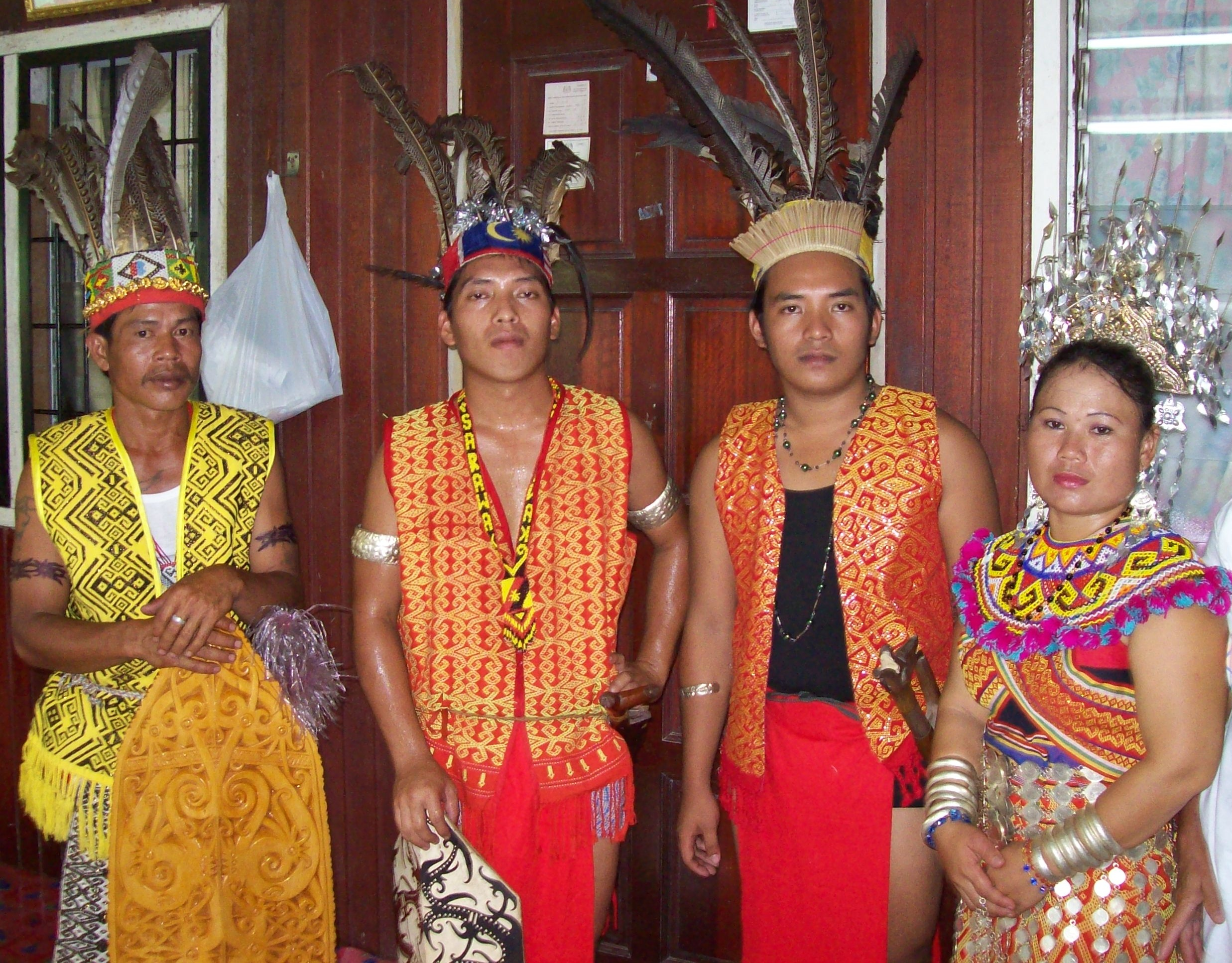
Dajákové na Borneu byli obávanými lovci lebek
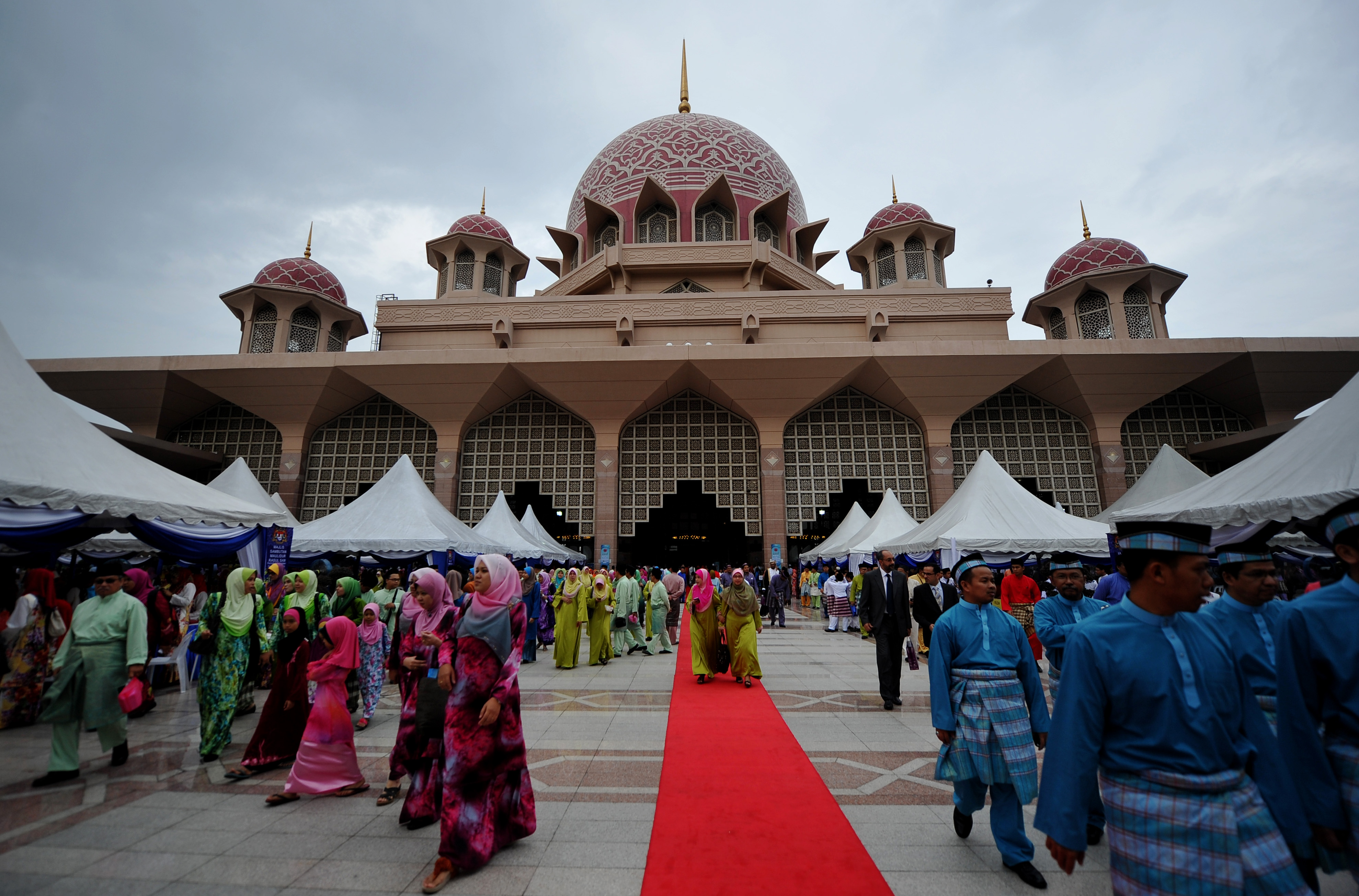
Mešita Putra v nově vznikajícím hlavním městě Putrajaya
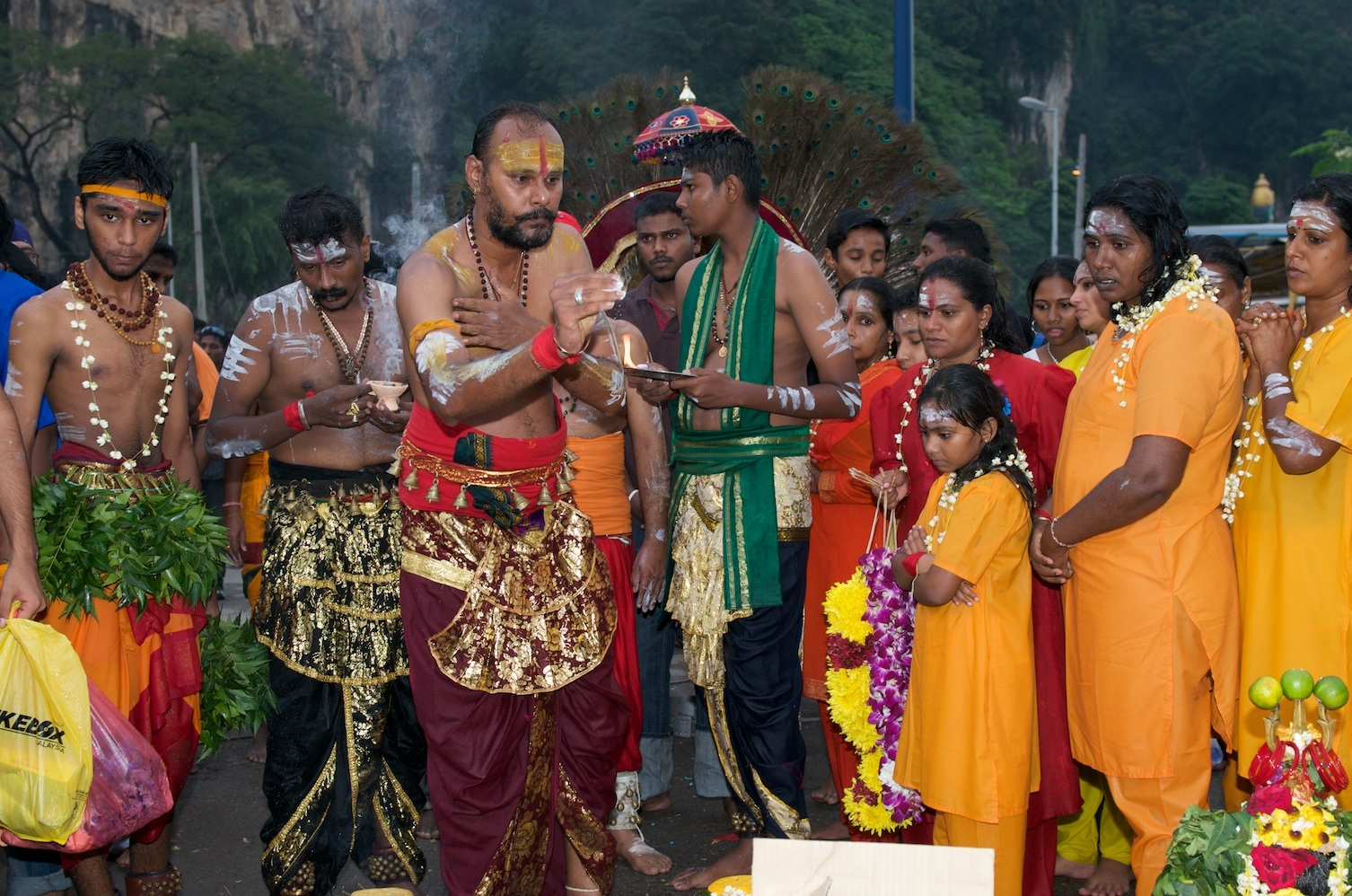
Hinduistický festival Thaipusam oslavovaný tamilskou komunitou
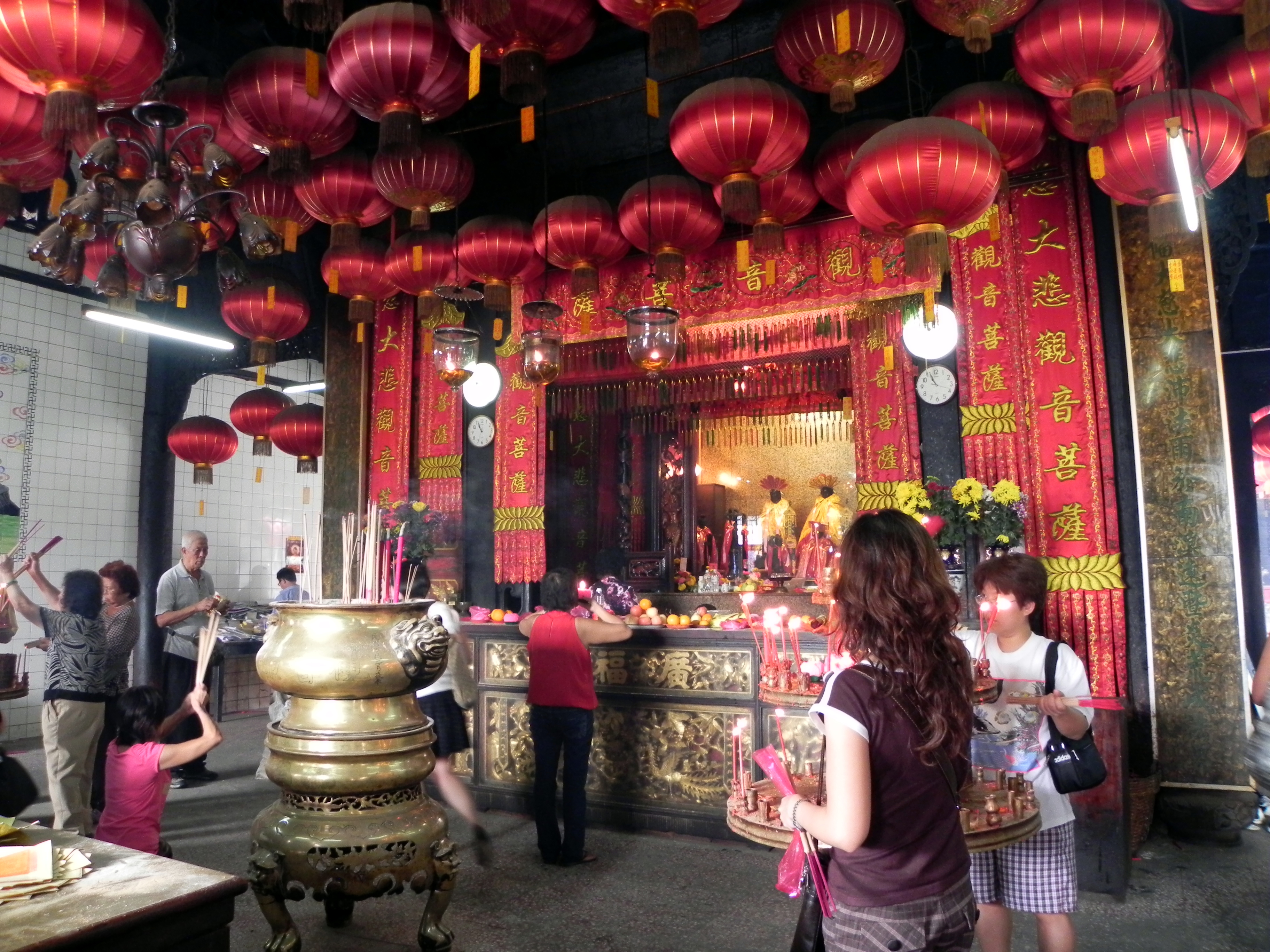
Čínský taoistický chrám na ostrově Penang

Pozornost vzbudily případy členů hnutí Fa-lun-kung roku 2025 v souvislosti s návštěvou čínských státních představitelů. Policie zatkla v hlavním městě 76 stoupenců Fa-lun-kung a umístila je do vazby. Mezi nimi bylo 47 malajských občanů a 29 etnických Číňanů. Cizinci byli pak drženi ve vazbě až 2 týdny. Svůj zákrok policie odůvodnila tím, že společenství Fa-lun-kung nemá v Malajsii status náboženské organizace, a její působení je tedy ilegální. Dosud ovšem malajské úřady v praktikování fa-lun-kung na veřejnosti a ani v dalších veřejných aktivitách tomuto hnutí nebránily. Mezinárodní pozorovatelé ale upozorňují, že malajsijská vláda postupně omezuje náboženské svobody v zemi, oficiálně pod záminkou zamítnuté registrace náboženských hnutí.

## Kultura

### Umění

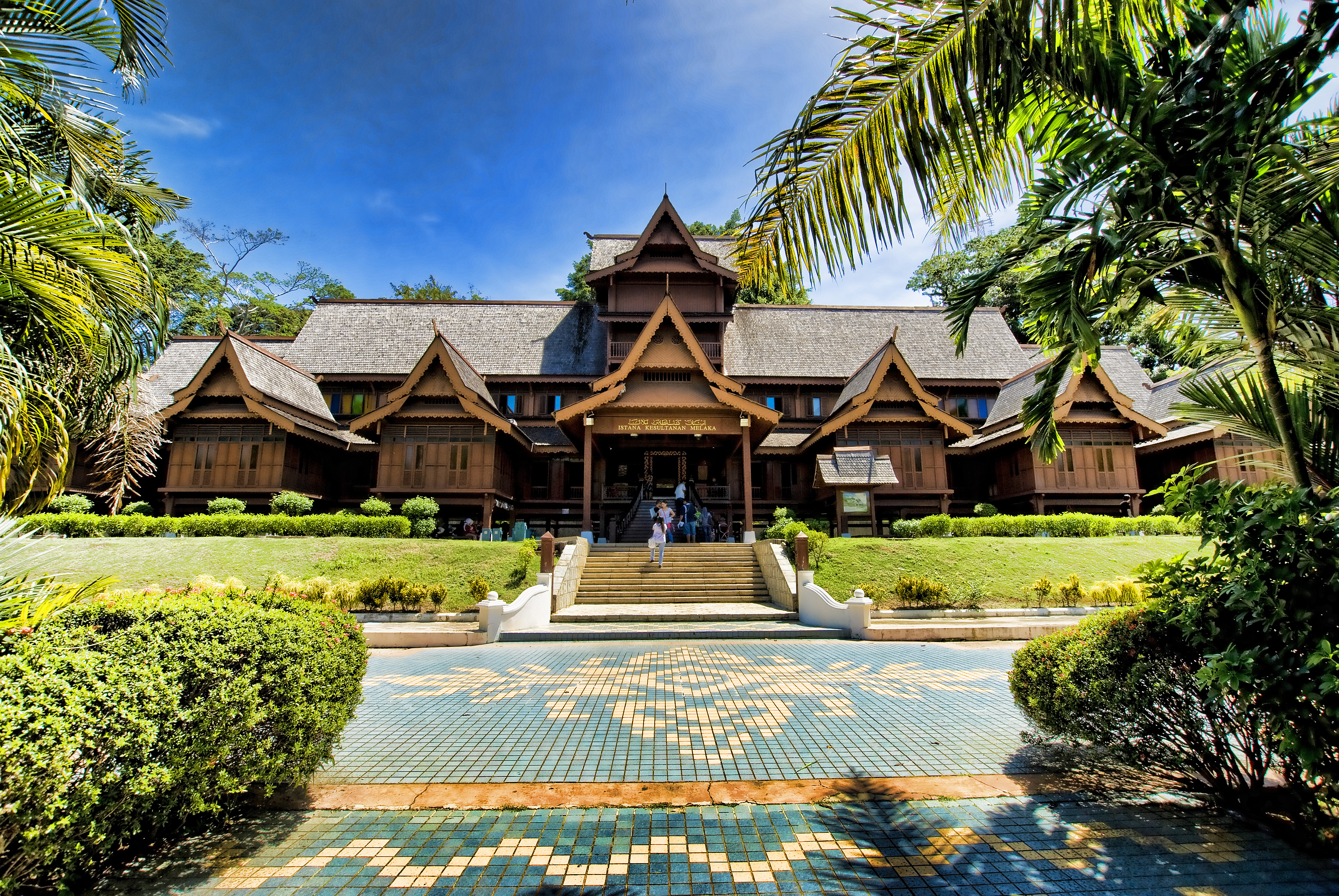
Sultánský palác v Malacce

K nejvýznamnějším malajským spisovatelům patří Abdullah bin Abdulkadir Munshi, zakladatel moderní malajské prózy. Jimmy Choo se stal úspěšným londýnským módním návrhářem, zejména bot, které byly k vidění i v mnoha filmech a seriálech jako Charlieho andílci, Ďábel nosí Pradu nebo Sex ve městě. P. Ramlee je v Malajsii považován za legendárního herce a zpěváka s výjimečnými úspěchy. Herečka Michelle Yeohová, vítězka Miss Maljsie, se proslavila v hongkongských produkcích, ale také v bondovce Zítřek nikdy neumírá či ve snímku Tygr a drak. V Kuala Lumpur se narodil i britský herec Michael Gough, v Kuchingu zase hororový režisér James Wan, který se prosadil v Austrálii, stejně jako zpěvák Guy Sebastian, rodák z Klangu. Neslavnějším fiktivním Malajcem všech dob je Sandokan, produkt fantazie italského spisovatele Emilia Salgariho Malajci obratně využívají v turistickém ruchu.
Na seznam světového kulturního dědictví UNESCO byla zapsána dvě malajská města Malakka a George Town a Archeologické naleziště v údolí Lenggong, jež patří k nejvýznamnějším v celosvětovém měřítku. Patří mezi ně několik jeskyní, tak i nalezišť pod širým nebem. Byly zde nalezeny různé předměty, artefakty a kosterní pozůstatky z období paleolitu, neolitu i doby bronzové. Ruční sekery, které zde byly také nalezeny a jejichž stáří je odhadováno až na 1,83 milionu let, patří mezi nejstarší mimo Afriku a naznačují, že údolí Lenggong bylo mimořádně raným místem přítomnosti hominidů v jihovýchodní Asii. Z moderních staveb je nejvíce oceňována dvojice věží Petronas Towers v Kuala Lumpur, jejichž autorem je americký architekt argentinského původu César Antonio Pelli. Moderní je i nejvýznamnější mešita v zemi, Národní mešita Malajsie v Kuala Laumpur, postavená roku 1963.

### Věda
Sheikh Muszaphar Shukor se v roce 2007 stal prvním malajským kosmonautem. Roku 2007 byl v rámci 13. návštěvní expedicie vyslán na týden do vesmíru na Mezinárodní vesmírnou stanici. Astrofyzička Mazlan Othmanová byla ředitelkou Úřadu pro vesmírné záležitosti OSN ve Vídni.
Nejvýznamnější vědeckou institucí v zemi je Malajská univerzita. Podle QS World University Rankings 2025 jde o 60. nejkvalitnější vysokou školu na světě a 11. v Asii. Malajsie se tak stala jednou ze šesti asijských zemí, které mají zástupce v první stovce nejlepších světových univerzit (vedle Singapuru, Číny, Japonska, Jižní Koreje a Tchaj-wanu).

### Kuchyně

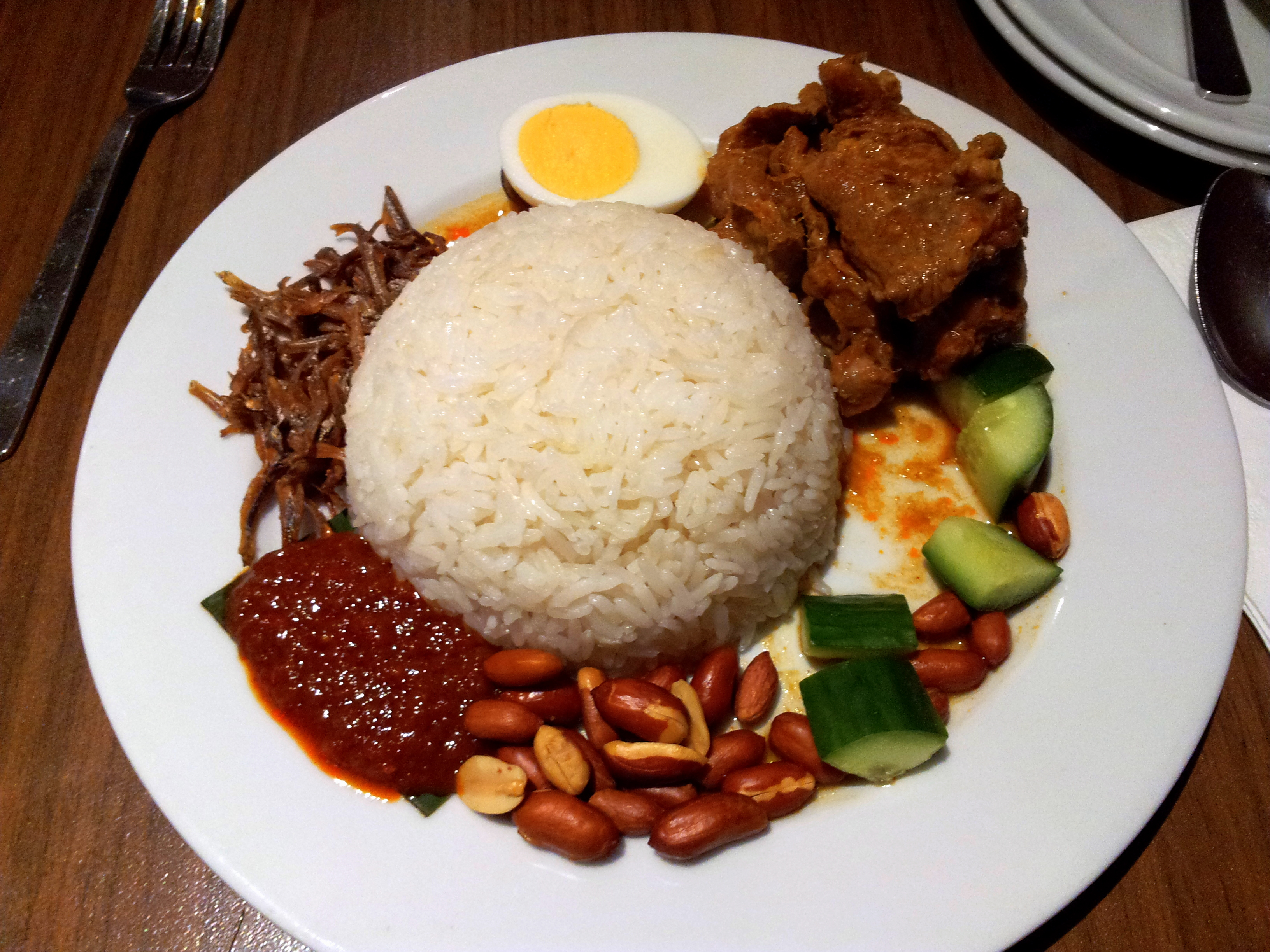
Nasi lemak

Malajská kuchyně je velice rozmanitá a mísí se v ní vlivy z mnoha kuchyní (především z čínské a indické, ale i z kuchyně místních domorodcům, thajské, portugalské, nizozemské, arabské nebo britské kuchyně). Malajská kuchyně je podobná ostatním kuchyním v regionu, především indonéské. Mezi nejpoužívanější suroviny patří rýže, nudle, zelenina kokos (kokosové mléko) a maso. Na ochucování jídel se velmi často používá pikantní kořenící pasta sambal, ale i chilli, citronová tráva nebo kari. Populární je také čerstvé ovoce, Malajsie je známá svými duriany a jackfruity. Za malajské národní jídlo bývá označován nasi lemak, což je rýže vařená v kokosovém mléce a podávaná se sušenými ančovičkami, sambalem, arašídy a vejcem. Specialitou ostrova Penang jsou nudle char koay teow, smažené s krevetami, srdcovkami, vejcem a mungo klíčky. Nejoblíbenějším jídlem s hovězím je rendang, hovězí maso se při jeho přípravě vaří v kokosovém mléce. Kokosové mléko je základem i nejznámější polévky zvané laksa. Mléko zde doplňuje vývar (obvykle rybí) a polévka je zahuštěna nudlemi nebo rýží. Zajímavé složení má mražený dezert ais kacang, který se vyrábí z ledu a fazolí, želé, kondenzovaného mléka nebo cendolu. Místní specialitou je také sladký nápoj jasně růžové barvy ochucený růžovým sirupem zvaný bandung. Ačkoliv je Malajsie muslimská země jsou k dostání alkoholické nápoje, jako pivo, víno nebo rýžový alkoholický nápoj lihing (specialita Sabahu).

### Sport

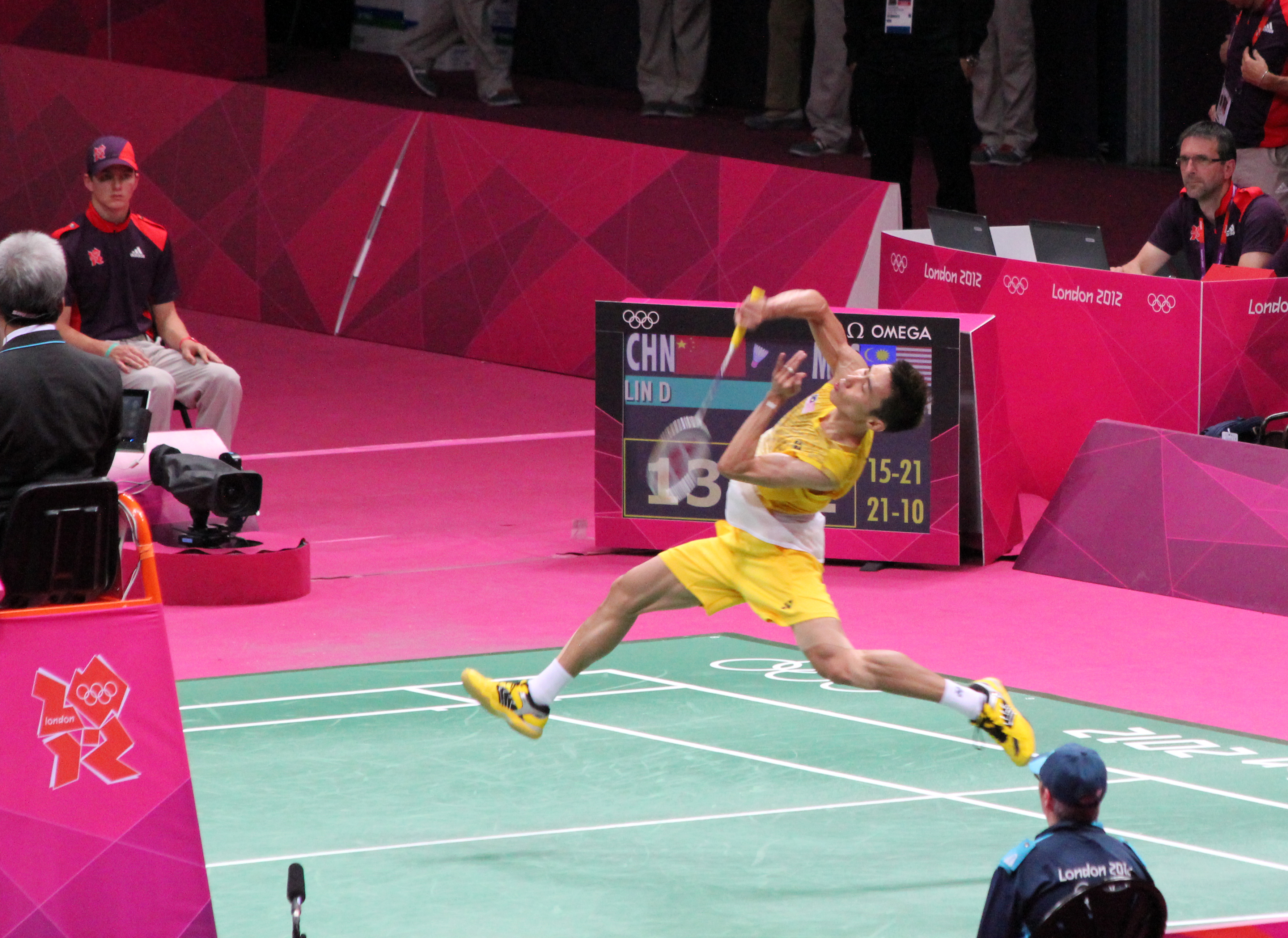
Lee Chong Wei

Malajsie se zúčastňuje olympijských her od roku 1956. Na své první zlato stále čeká. K roku 2018 získala sedm stříbrných a čtyři bronzové olympijské medaile. Téměř polovinu, pět z jedenácti těchto medailí, přitom Malajci získali na olympijských hrách v Rio de Janeiru roku 2016, které tak naznačily, že sport je v Malajsii na vzestupu. A také je zřejmé, který sport je to především - badminton. Na něj připadá osm z jedenácti malajských cenných kovů. Vůbec první pro Malajsii vybojovali badmintonisté na OH 1992 v Barceloně. Zdaleka nejúspěšnějším badmintonistou je pak Lee Chong Wei, který má již tři stříbra ze singlové soutěže na třech různých olympiádách (2008, 2012, 2016). Dosáhl i na post světové badmintonové jedničky, což se předtím povedlo ještě třem Malajcům, Rashidu Sidekovi, Roslinu Hashimovi a Wong Choong Hannovi. Dvě olympijské medaile má i skokanka do vody Pandelela Rinongová, první malajská žena, jíž se povedlo olympijskou medaili získat. Jediným dalším sportem, kde Malajci brali medaili, je dráhová cyklistika, Azizulhasni Awang ji získal v Riu v keirinu.
Populární je krom badmintonu i další raketový sport, squash. Nicol Davidová byla letech 2006 až 2015, po dobu 112 měsíců, ženskou světovou jedničkou v tomto sportu, což je rekord od zavedení žebříčku v roce 1983.
Z kolektivních sportů Malajci nejvíce sledují fotbal, pozemní hokej a ragby. Tradičními místní lidovými sporty jsou sepak takraw a bojové umění silat.
V roce 1999 byl postaven autodrom Sepang International Circuit. V letech 1999–2017 se zde jel závod Formule 1 Malajská Grand Prix a jezdí se zde každoročně i závod mistrovství světa silničních motocyklů. Nejznámějším malajským závodním jezdcem je Alex Yoong, který jako první Malajec nahlédl i do Formule 1. Za tým Minardi odjel sedmnáct závodů. Jeho kolega Fairuz Fauzy zaznamenal úspěchy v GP2 Series (dříve Formule 3000, dnes Formule 2).